# Loi relative à la solidarité et au renouvellement urbains
Lire en ligne

Version initiale

La loi no 2000-1208 du 13 décembre 2000 relative à la solidarité et au renouvellement urbains, couramment appelée loi SRU, est une loi française qui a modifié en profondeur le droit de l'urbanisme et du logement en France. Adoptée sous le gouvernement Lionel Jospin et portée par le ministre de l'Équipement et du Logement, le communiste Jean-Claude Gayssot, elle est publiée au Journal officiel du 14 décembre 2000.
Son article le plus notoire est l'article 55, codifié aux articles L. 302-5 et suivants du code de la construction et de l'habitation, qui impose aux  communes importantes (plus de 1 500 habitants en Île-de-France, et plus de 3 500 habitants pour les autres régions), qui sont comprises dans une agglomération de plus de 50 000 habitants comprenant au moins une commune de plus de 15 000 habitants, de disposer d'au moins 20 % de logements sociaux. Ce taux est porté à 25 % par la loi du 18 janvier 2013 relative à la mobilisation du foncier public en faveur du logement et au renforcement des obligations de production de logement social, dite loi Duflot I.

## Orientation
La loi SRU du 13 décembre 2000 est l’aboutissement d’un débat national lancé en 1999 ayant pour thème « Habiter, se déplacer… vivre la Ville » qui a fait ressortir la nécessité d’assurer une plus grande cohérence entre les politiques d’urbanisme et les politiques de déplacements dans une perspective de développement durable,.
Ces six débats réunissaient chaque fois 60 à 80 habitants, les techniciens et experts des administrations (Conseil général des ponts et chaussées, DATAR, Délégation Interministérielle à la Ville, Préfets) et les ministres (Jean-Claude Gayssot, Louis Besson, Dominique Voynet et Jean-Pierre Chevenement). Ils ont été organisés à partir du 18 mars 1999 dans des agglomérations de tailles différentes à Orléans, Perpignan, Nîmes, Lille, Dijon et Lyon, et ont renvoyé l'image de villes sorties de leurs limites, s'étendant dans les anciens territoires ruraux, où le centre-ville historique n'a pas trouvé sa nouvelle place, et où la demande d'infrastructures modernes de transport est forte. Ces débats et les réflexions, travaux et sondages qui les ont suivis ont montré que le principal besoin était de décloisonner la ville en réduisant ses trois fractures principales : fractures entre générations, fractures géographiques (espaces spécialisés) et fracture sociale.
La loi a ensuite été élaborée autour de trois exigences :
- exigence de solidarité ;
- développement durable ;
- renforcement de la démocratie et de la décentralisation.

On peut noter par exemple la présence des notions de protection de l'environnement et de gestion urbaine dans l'intérêt général (en faveur d'un développement durable).

## Contenu
La loi SRU a eu un impact dans cinq domaines : le droit de l'urbanisme, la mixité sociale, les transports, les bailleurs sociaux et le droit civil.
- Le droit de l’urbanisme a évolué :
  - les schémas directeurs (SD) ont été remplacés par les schémas de cohérence territoriale (SCOT) ;
  - les plans d’occupation des sols (POS) ont été remplacés par les plans locaux d’urbanisme (PLU) avec la volonté de les inscrire dans une dimension plus politique de la façon d'amenager les villes via l'instauration du Projet d'Amenagement et de Developpement Durable (PADD) ;
  - les plans d’aménagement de zone (PAZ) ont été supprimés de manière à éliminer définitivement l'idée que les ZAC pourraient s'urbaniser de manière dérogatoire aux documents d'urbanisme locaux ;
  - Dans le cadre d'une démarche de développement durable, la loi SRU visait à inciter à réduire la consommation des espaces non urbanisés et la périurbanisation, en favorisant la densification raisonnée des espaces déjà urbanisés (limitation de la possibilité de fixer une taille minimale aux terrains constructibles, suppression du contrôle des divisions de terrains ne formant pas des lotissements).

- En matière de mixité sociale, l'article 55 de la loi SRU a introduit obligation d’un pourcentage de 20 % de logements sociaux dans les communes de plus de 3 500 habitants (1 500 en Île-de-France) comprises dans une agglomération de plus de 50 000 habitants, comprenant au moins une commune de plus de 15 000 habitants[6]. Cette obligation s'applique au niveau intercommunal lorsqu'un programme local de l'habitat a été approuvé. Toutefois, les communes dont la population aurait diminué entre les deux derniers recensements Insee ne sont pas tenues par cette obligation. Cette partie de la loi SRU, codifiée à l'article L. 302-5 du code de la construction et de l'habitation (CCH), prévoit toutefois que les communes concernées par l'obligation de réaliser des logements sociaux peuvent s'y soustraire par le paiement d'une taxe annuelle : celle-ci est fixée, selon l'article L.302-7 du CCH, à 20 % du potentiel fiscal par habitant[7] multiplié par le pourcentage de logements sociaux manquant, avec un plafond fixé à 5 % du montant des dépenses réelles de fonctionnement de la commune de l'année précédente. Cette option a été utilisée par diverses communes estimant manquer de l'espace nécessaire, ou sur lesquelles le prix du terrain était particulièrement élevé, mais aussi par de nombreuses communes refusant de voir se construire des logements sociaux dans leur ville, pour ne pas voir s'installer des populations qu'elles refusent (personnes précaires, en difficulté sociale et immigrés notamment)[8],[9]. Une explication étant que le montant de l'amende est souvent jugé peu ou pas dissuasif[9],[10].

Un certain nombre d'associations et d'élus, généralement marqués à gauche, souhaitent voir rendre inéligibles les maires qui refusent de construire des logements sociaux dus en application de la loi SRU, estimant que ce refus compromet les logiques de solidarité nationale et régionale, tout en contribuant à la relégation de populations en difficultés dans les « quartiers sensibles »[réf. nécessaire].
- Dans le domaine des transports, la loi SRU adoptait une philosophie tendant à réduire la place de l’automobile dans les zones convenablement desservies par les transports en commun, principalement par la raréfaction des places de parking des centres commerciaux et des multiplexes cinématographiques. La loi a d'autre part réformé l'organisation du Syndicat des transports d'Île-de-France (STIF) en faisant entrer le conseil régional d'Île-de-France au sein du Conseil d'administration et en lui donnant la présidence de cette autorité organisatrice de transports. En application de la loi no 2004-809 du 13 août 2004, la Région a pris, avec quelques remous, la tête de cet Établissement public chargé de coordonner les transports en Île-de-France. Le texte permet d'autre part au Syndicat de déléguer ses compétences, à l'exception de la politique tarifaire, aux communes limitrophes de Paris (appelées alors autorité organisatrice de second rang). À partir de 2004, même les collectivités non limitrophes ont pu bénéficier de cette délégation et devenir des « autorités organisatrices de proximité ». Enfin, la loi SRU autorise la RATP à créer des filiales pour répondre aux appels d'offres à l'étranger.
La loi SRU a également prévu le transfert de la gestion des TER aux Conseils régionaux, ainsi que l'accès pour les abonnés professionnels à tous les trains sauf ceux où une réservation est nécessaire (c'est-à-dire essentiellement les TGV)[12].

- Les bailleurs sociaux (HLM, OPAC, …) ont vu leurs missions redéfinies et étendues.

- En matière de droit civil les principales évolutions sont les suivantes :
  - pour la Copropriété, nécessité d’un diagnostic technique avant la mise en copropriété d’un immeuble, mise en conformité des règlements de copropriété, ouverture d’un compte bancaire séparé, modification des majorités des articles 25 et 26, accroissement des sanctions des copropriétaires défaillants et refonte du régime des copropriétés en difficulté ;
  - pour la vente immobilière diverses modifications : bornage des terrains, délai de rétractation de sept jours, diagnostic amiante, etc. ;
  - pour les baux d’habitation, remise d’un logement décent par le propriétaire.

## Évolution de l'article 55
On désigne couramment sous le nom d'« article 55 de la loi SRU » les dispositions des articles L. 302-5 à L. 302-9-2 du code de la construction et de l'habitation, créés ou modifiés par l'article 55 de la loi SRU proprement dite puis par plusieurs lois ultérieures.
Fin janvier 2006, ce dispositif a été modifié par l'Assemblée nationale par l'adoption d'un amendement de Patrick Ollier et Gérard Hamel (député UMP, Eure-et-Loir), en première lecture sur le projet de loi portant engagement national pour le logement (loi ENL). L'amendement Ollier-Hamel permettait d'assimiler certaines opérations d'accession sociale à la propriété à du logement social. Le Sénat a supprimé ces mesures début avril 2006.
Le 30 mai 2006, à l'Assemblée nationale, lors de l'examen en deuxième lecture du projet de loi portant engagement national pour le logement (ENL), Patrick Ollier a déposé à nouveau un amendement contre le quota de 20 % logements sociaux imposé à 740 communes. Selon lui, cet aménagement facilitera l'accès de nombreux ménages à la propriété.
La rédaction de l'article 55 de la loi SRU a été modifiée par l'article 65 de la loi portant engagement national pour le logement du 13 juillet 2006.
La mise en application des dispositifs de l'agence nationale pour la rénovation urbaine (ANRU), portés par la loi de cohésion sociale, dite « loi Borloo » (du nom du ministre Jean-Louis Borloo), a affaibli les incitations initialement posées par la loi SRU en donnant la possibilité à certains maires de « déplacer » de l'habitat social d'une commune vers une autre, dans le cas d'une commune au-dessus du quota des 20 % vers une commune en deçà (dans le cadre d'une communauté d'agglomération).
Le 10 juillet 2008, Christine Boutin a présenté son projet de loi pour l’accession au logement. Le projet de loi Boutin visant à assouplir la loi SRU définissait 4 grandes priorités :
1. construire plus de logements,
2. favoriser l'accession populaire à la propriété,
3. permettre l'accès au parc de logements HLM à un plus grand nombre de personnes
4. lutter contre l'habitat indigne

Après travaux parlementaires et de nombreuses évolutions, ce texte constitue la loi n°2009-323 du 25 mars 2009 de mobilisation pour le logement et la lutte contre l'exclusion, dite loi Molle ou loi Boutin.
L'article 123 qui impose aux autorités organisatrices de transport de délivrer un titre de transport à mi-tarif aux personnes dont les ressources sont égales ou inférieures à un plafond fixé par la sécurité sociale a été codifié à l'article L1113-1 du code des transports.
L'article 10 de la loi dite « Duflot I » du 18 janvier 2013 « relative à la mobilisation du foncier public en faveur du logement et au renforcement des obligations de production de logement social » porte le taux minimum de logements locatifs sociaux de 20 % à 25 %.

## L'article 55: les communes déficitaires
En 2008, sur les 730 communes qui comptaient moins de 20 % de logements sociaux, 330 communes n’ont pu réaliser leurs objectifs de construction.  
Le bilan 2014-2016 montre que les objectifs cumulés de rattrapage assignés aux communes soumises au dispositif SRU ont été dépassés pour atteindre 188 587 logements (soit 106 % des objectifs cumulés) ; il n'en demeure pas moins que sur les 1 152 communes soumises au dispositif, 649 n’ont pas atteint le niveau de production fixé par la loi, et que plus de 200 communes ont été proposées à la carence. 
En janvier 2025, Frédéric Vassy, maire de Châteauneuf-sur-Isère, annonce sa démission assurant être dans l’impossibilité d’atteindre 25% de logements sociaux. Il explique que la commune possède une zone agricole protégée (ZAP), qui permet de protéger les terres agricoles et de les soustraire à la spéculation foncière, où la construction de logements sociaux est impossible. La commune paie des amendes (80.000 euros de pénalités par an) pour non-respect des quotas,.

### Île-de-France
44 % des communes d’Ile-de-France (83 sur 181) ne respectent pas la loi SRU et son objectif de 20 % de logements sociaux pour la période 2005-2007, selon le comité régional de l’habitat. 77 communes sur ces 83 pourraient payer une amende majorée après un arrêté « de carence ». La majoration de l'amende à payer dépend de l’écart entre le nombre de logements sociaux effectivement construits et le nombre de logements qui auraient dû l’être.
Parmi les communes les plus hors-la-loi se trouvent Neuilly-sur-Seine (Hauts-de-Seine) (48,8 %, soit 378 construits sur 774 demandés), Le Raincy (Seine-Saint-Denis) (26,7 %) et Lésigny (Seine-et-Marne).

### Côte d'Azur
Le taux de 25 % de logements sociaux prévu par la loi s'applique par rapport au nombre de résidences principales, et devrait être atteint à l'horizon 2025 ; le département des Alpes-Maritimes est, avec Paris et la région parisienne, l'une des deux zones, en France métropolitaine, dites tendues en raison du déficit de logements sociaux ; 27 communes sur 36 n'y remplissent pas leurs obligations. De même dans le Var, où le taux moyen de logement social est de 9 %, 20 des 24 communes ne respectent pas non plus leurs obligations. Cette spécificité locale est d'ailleurs mise en évidence par exemple par le journal régional de PACA le Ravi (situé à l'extrême gauche) qui, dans son « palmarès annuel des villes à fuir », utilise parmi ses indicateurs la part des habitations en logement social dans les communes (moins une ville a de logements sociaux, plus elle est "à fuir" selon le mensuel satirique) : les villes de l'Est de la région sont pénalisées.
Néanmoins, les préfectures départementales ont mis en place des critères permettant d'éviter à ces communes de payer des amendes, comme le prévoit la loi. Ainsi, les situations apparaissent-elles comme particulièrement hétérogènes : la commune des Alpes-Maritimes d'Antibes avec un taux de logements sociaux de 9,69 %, paye près de 826 000 € de pénalités ; Cagnes-sur-Mer, avec 6,39 % de logements sociaux, ne paye aucune pénalité ; Menton (8,82 %) est déclarée carencée, mais Nice avec 12,67 %, n'est pas déclarée carencée et échappe à toute pénalité. Au contraire, Carros, avec un taux de 22,49 % de logements sociaux, paye plus de 36 000 € de pénalités. Toulon, dans le Var, avec 15,41 % de taux de réalisation, est considérée comme « exonérée de tout prélèvement », et échappe aussi à toute condamnation financière.

## Bilan
Au bout de vingt années d'application, il apparaît que la moitié des 1,8 million de logements sociaux nouveaux depuis l'entrée en vigueur de la loi SRU ont été produits dans des communes concernées par cette loi ; il manque toutefois encore 600 000 logements pour que toutes les communes respectent leurs obligations d'ici à 2025. Au cours de la période triennale 2017-2019, parmi 1 035 communes soumises à obligation, 485 ont rempli leurs objectifs triennaux sur les volets quantitatif et qualitatif et 550 ne les ont pas remplis. Le nombre total de logements sociaux produits sur cette période a toutefois été supérieur à la somme des objectifs communaux, certaines communes dépassant leurs objectifs.
Au-delà de ces résultats quantitatifs, le journal Le Monde considère que la loi SRU a échoué à mélanger ménages aisés et modestes dans les mêmes quartiers. Citant l'Institut des hautes études pour l’action dans le logement (Idheal), il estime que la loi a réussi à mieux répartir géographiquement l’offre de logement social dans les communes urbaines mais n'est pas parvenue à combler les écarts de revenus entre quartiers « ni à contrecarrer une tendance de fond au creusement de l'inégalité entre enclaves de richesse et de pauvreté ». 
De son côté, le géographe Grégoire Fauconnier, auteur d'une thèse sur le sujet, considère que la loi SRU a permis de stimuler la construction de logements sociaux dans les communes où il y en avait peu mais que la mixité sociale souhaitée par le législateur n'est pas au rendez-vous du fait du contournement de l'esprit de la loi.  Ses conclusions convergent avec celles de la plupart des chercheurs ayant travaillé sur la loi SRU. Ainsi, en 2006, Philippe Subra et Didier Desponds avaient montré les difficultés d’application de la loi SRU en raison de l’opposition, voire de l’hostilité, des élus locaux et des habitants. De son côté, le politiste Fabien Desage,  a montré dans ses recherches comment les maires des communes concernées par la loi ne construisent des logements sociaux qu'après s'être assurés d'en contrôler l'attribution, privilégiant les ménages de leurs communes. Cette contrepartie informelle limite fortement les effets déségrégatifs de la loi. 